# Gloria Victis Memorial

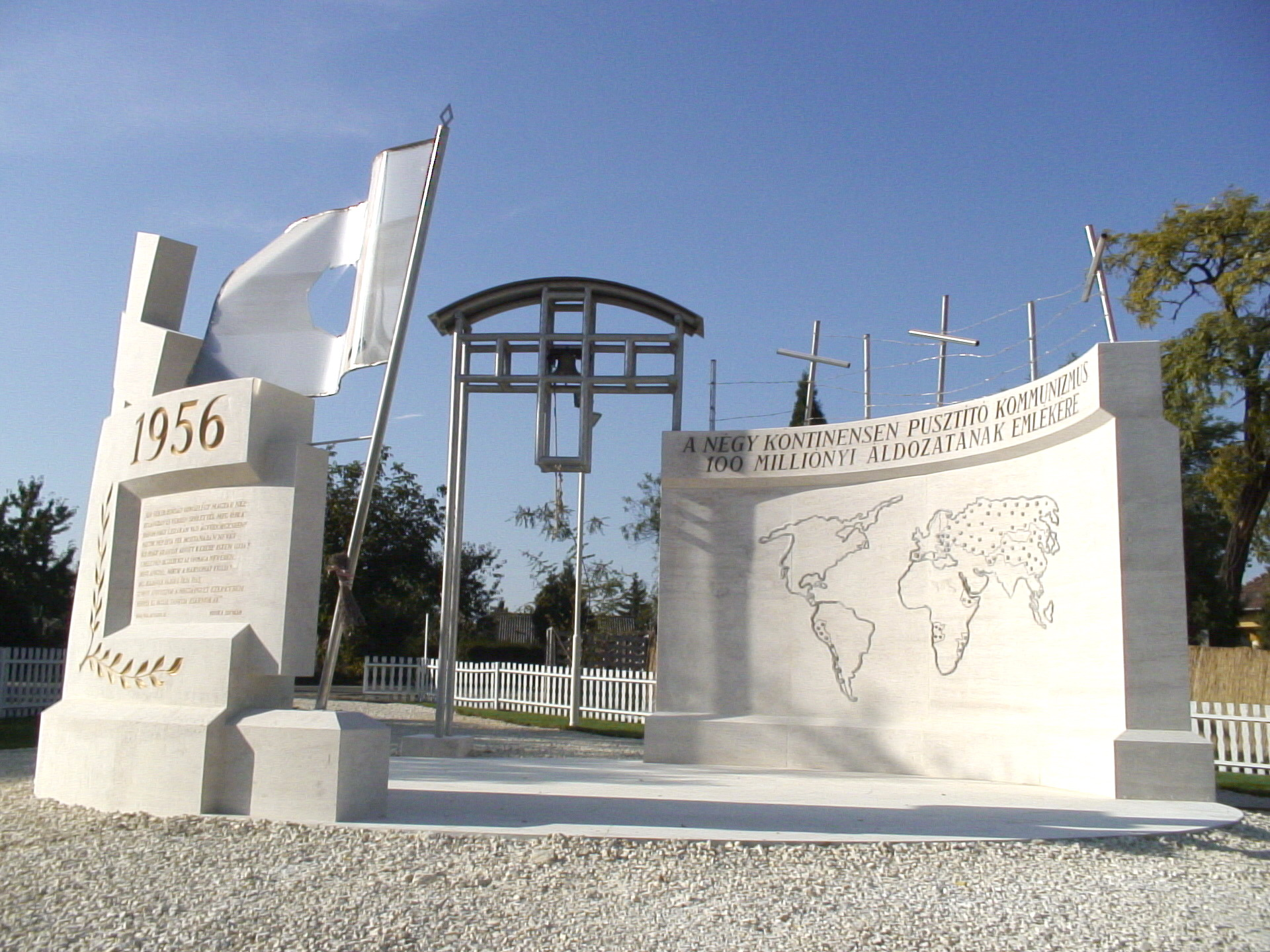
El monumento.

El monumento Gloria Victis construido en honor a las víctimas del comunismo universal está situado junto al cementerio de la ciudad de Csömör cerca de la frontera noroeste de Budapest.

## Dedicación
El monumento, que fue el primero en torno al tema en el mundo, fue consagrado y bendecido el 21 de octubre de 2006, en ocasión del quincuagésimo aniversario de la Revolución húngara de 1956. Ese mismo día László Tőkés, Rainer Eppelmann y otros dieron su mensaje. El patrón de la celebración fue Viktor Orbán.

## Descripción
El monumento se construyó junto a las tumbas de tres soldados húngaros que murieron en 1944. Un monumento gemelo, obra de János Víg está en su centro. Colocados en la piedra circular están los mapas de los cuatro continentes desplazados entre sí, con las áreas afectadas marcadas con piezas de plomo que explican visualmente el alcance de la devastación. La sección del monumento que alude al 56 se puede interpretar como un buque de guerra portador de bandera victoria, lo que indica el hecho de que la revolución húngara fue la primera en lograr romper el muro de hormigón del comunismo mundial. En octubre de 2008 se grabó en la parte posterior del “muro mundial” un resumen en tres idiomas de la Resolución 1481 del Consejo de Europa titulado La necesidad de la condena internacional de los crímenes cometidos por regímenes comunistas totalitarios. Los dos iniciadores de la resolución antes mencionada, Göran Lindblad de Suecia y Latshezar Toshev de Bulgaria fueron los oradores en la ceremonia de entrega de este texto. En los años posteriores, el monumento se ha enriquecido con la piedra conmemorativa del Holodomor donada por la minoría ucraniana en Hungría.

## Galería

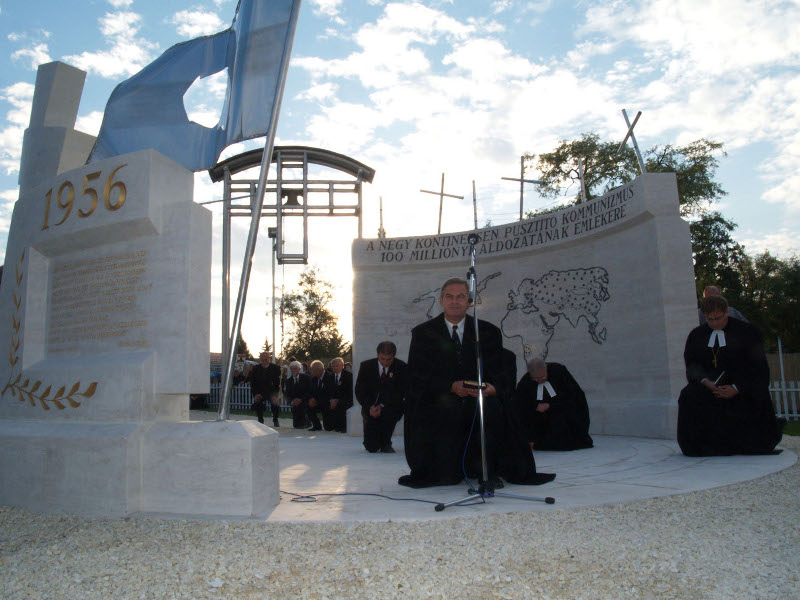
Dedicación y bendición
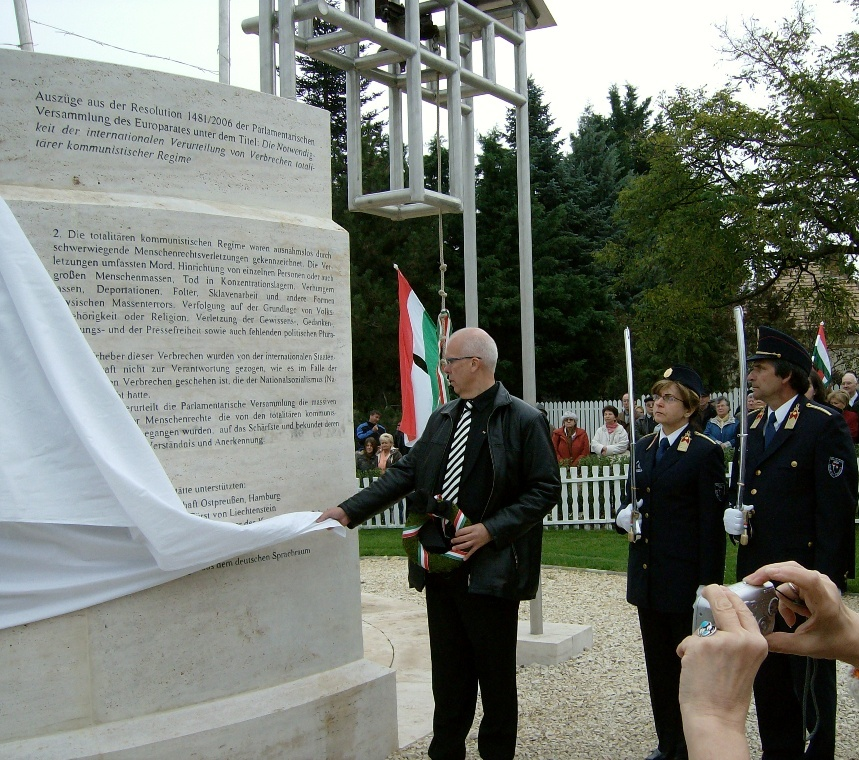
Göran Lindblad entrega el texto tallado de la Resolución 1481 (2006)
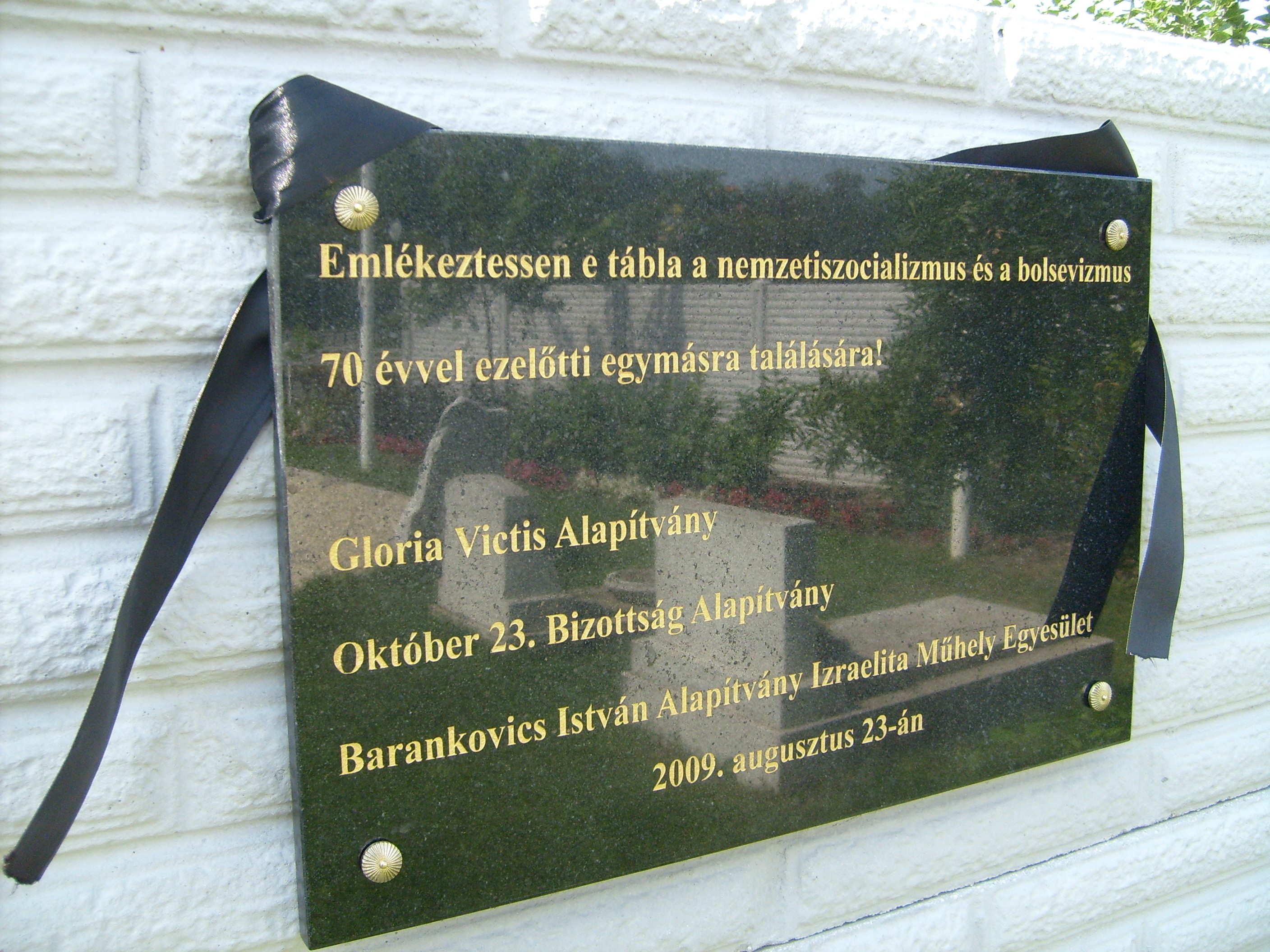
Tableta conmemorativa del pacto nacionalsocialista-comunista de 1939
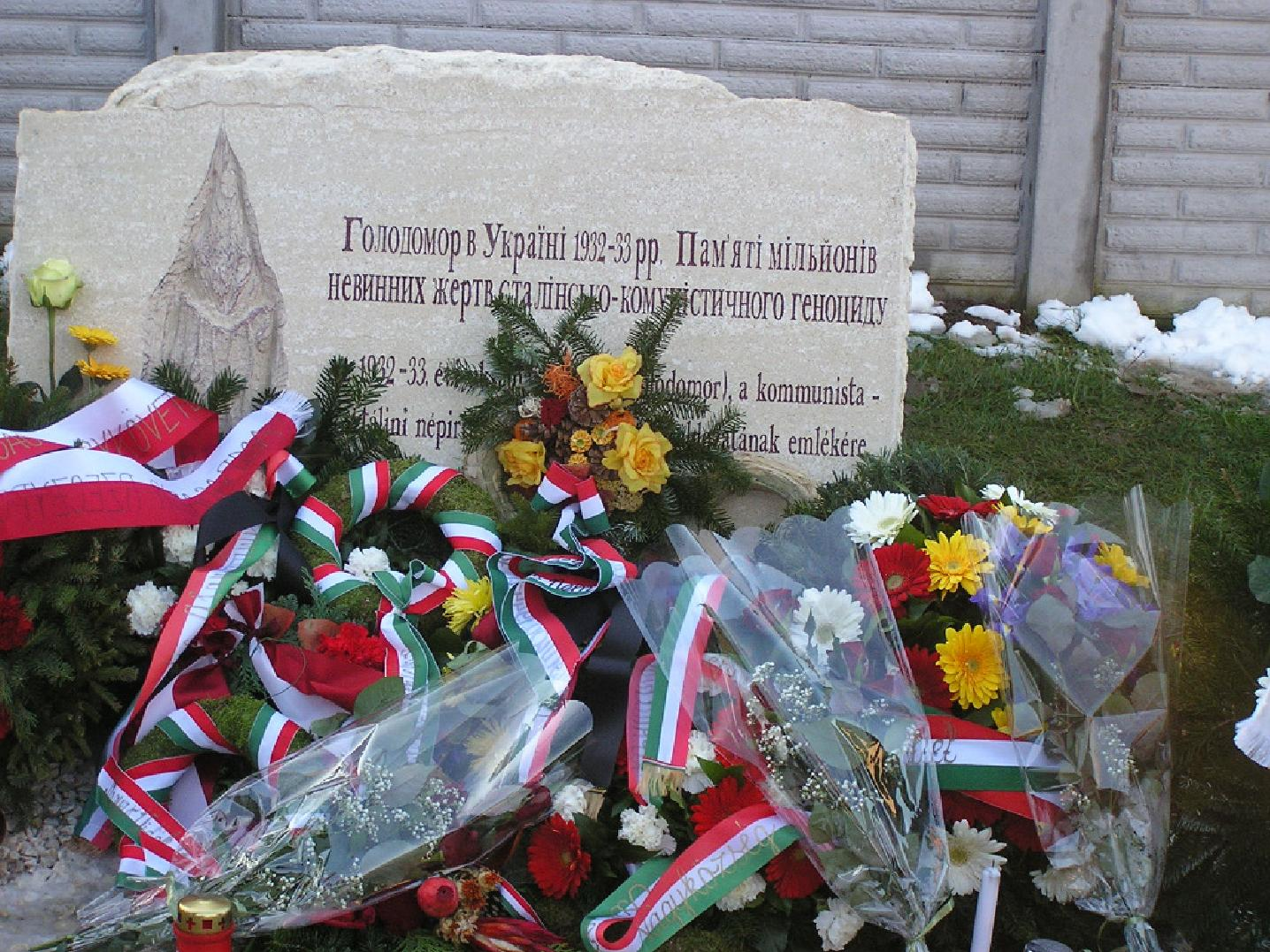
Piedra conmemorativa del Holodomor